# Route nationale 355
Die Route nationale 355, kurz N 355 oder RN 355, war eine französische Nationalstraße, die von 1933 bis 1973 zwischen Villeneuve-d’Ascq und Le Cateau-Cambrésis verlief. Danach wurde die Straßennummer in den 1990ern vergeben für eine Verbindung von der A1 zu einem Güterumschlagplatz in Lesquin. 2006 wurde die Straße zur Départementstraße D655 abgestuft.